# Día especial
Día especial es una canción interpretada por la cantante y compositora colombiana Shakira, incluida en su sexto álbum de estudio, Fijación oral vol. 1 (2005). Fue escrita junto a Luis Fernando Ochoa y Gustavo Cerati, quien además estuvo a cargo de la producción. Es la quinta canción de Fijación oral vol. 1. Shakira la interpretó por primera vez en Puerta de Alcalá, Madrid. Luego, formó parte de los conciertos en Croacia, Turquía y Nigeria de la gira mundial Fijación Oral entre 2006 y 2007. Finalmente, fue interpretada junto a Gustavo Cerati en el concierto del 7 de julio de 2007 de Live Earth en Hamburgo, Alemania.

## Versión en inglés
Día especial tiene una versión en inglés llamada The Day and the Time incluida en la edición estándar y en la reedición del séptimo álbum de estudio Oral Fixation vol. 2 lanzado en noviembre de 2005 y en marzo de 2006, respectivamente. Cerati participa también en la producción y la instrumentación, así como en los coros. Shakira escribió la canción originalmente en inglés junto con Luis Fernando Ochoa y Pedro Aznar. Para ser incluida en Fijación oral, vol. 1, Shakira decidió grabar la versión en español.

## Listas
Sin ser lanzado nunca como sencillo, «Día especial» llegó a ocupar la posición #26 en la lista Latin Pop Airplay. Se mantuvo en el ranking por 19 semanas.
Incluso apareció en el World Latin Top 30 Singles, se mantuvo por 6 semanas, y con solo sonar en las radios alcanzó el puesto #22.
| País           | Lista                       | Mejor posición |
| -------------- | --------------------------- | -------------- |
| Estados Unidos | Billboard Latin Pop Airplay | 26             |
| Colombia       | Colombia Singles Charts     | 49             |